# Opoa
Opoa es una comuna asociada de la comuna francesa de Taputapuatea que está situada en la subdivisión de Islas de Sotavento, de la colectividad de ultramar de Polinesia Francesa.

## Composición
La comuna asociada de Opoa comprende una fracción de la isla de Raiatea.

## Demografía
| Gráfica de evolución demográfica de Opoa entre 1977 y 2012 |
|                                                            |

Fuente: Insee